# Kanton Saint-Laurent-de-Chamousset
Kanton Saint-Laurent-de-Chamousset (francouzsky Canton de Saint-Laurent-de-Chamousset) je francouzský kanton v departementu Rhône v regionu Rhône-Alpes. Tvoří ho 14 obcí.

## Obce kantonu
- Brullioles
- Brussieu
- Chambost-Longessaigne
- Haute-Rivoire
- Les Halles
- Longessaigne
- Montromant
- Montrottier
- Saint-Clément-les-Places
- Saint-Genis-l'Argentière
- Saint-Laurent-de-Chamousset
- Sainte-Foy-l'Argentière
- Souzy
- Villechenève